# Захоронение советских воинов (Гливице)
Захоронение советских воинов в городе Гливице (пол. Cmentarz Zolnierzy Radzieckich w Gliwicach) — воинский некрополь, находящийся в городе Гливице, Силезское воеводство, Польша. Находится улице Яна III Собецкого (ul. Jana III Sobieskiego).

## Общая информация
Кладбище-мемориал советским воинам, павшим в январском наступлении 1945 года в ходе Сандомирско-силезской операции, расположилось в зелёном сквере и занимает площадь 1 гектар. Первое упоминание о некрополе относится к 1945 году. 
В этом месте покоятся 2454 солдата и офицера советской армии. Захоронено известных воинов — 1864, неизвестных — 590. Количество братских могил — 2, индивидуальных — 1261. Захоронение на этом кладбище осуществлялось и после окончания Второй мировой войны.
При входе на кладбище расположена символическая бетонная арка с пятиконечной звездой в верхней части и прикрепленными двумя гранитными табличками с текстом на польском и русском языках: «Кладбище-мемориал советских воинов, павших в январском наступлении 1945 г. в ходе Сандомирско-силезской операции. Здесь покоятся 2454 солдата и офицера Советской Армии. Вечная им память!». Ранее на арке была размещена также надпись на польском языке «Chwała poległym za naszą wolność» (Слава павшим за нашу свободу), которая была удалена.
В центре кладбища на ступенчатом гранитном постаменте расположен 3-метровый обелиск с пятиконечной звездой, с надписью «1945» и текстом на русском языке: «Вечная слава героям, павшим в боях за свободу и независимость нашей Родины».
На части могил, огороженных бетонным бордюром, расположены вертикально стоящие прямоугольные бетонные обелиски с пятиконечной звездой и металлическими табличками с данными захороненных. На другой части могил установлены надгробия в виде гранитных кубов, в верхней части которых расположены пятиконечная звезда и данные о захороненных. Дорожки между могил выложены бетонными плитами. На кладбище посажены кусты и деревья.
В ноябре 2009 года представители местной православной общины установили распятие «Иисус на Голгофе». 
Некрополь неоднократно подвергался вандализму. 
В 2015 - 2016 года на территории некрополя проходила модернизация захоронений.

## План воинского захоронения
Кладбище поделено на секторы (кварталы): A1-A5, B1-B9, C1-C3, D1-D3, E1-E2. На плане в каждом секторе (квартале) указаны ряды и направление отсчета.
Администратором объекта выступает Учреждение коммунальных услуг в городе Гливице ул. Стшельцув Бытомских 25ц (Gliwice, ul. Strzelców Bytomskich 25c).
Списки похороненных воинов имеются в Управлении города по адресу: ул. Звыценства 21 (Gliwice, Zwycięstwo 21).
Шефствует над захоронением Совет охраны памяти борьбы и мученичества Республики Польши.

## Галерея

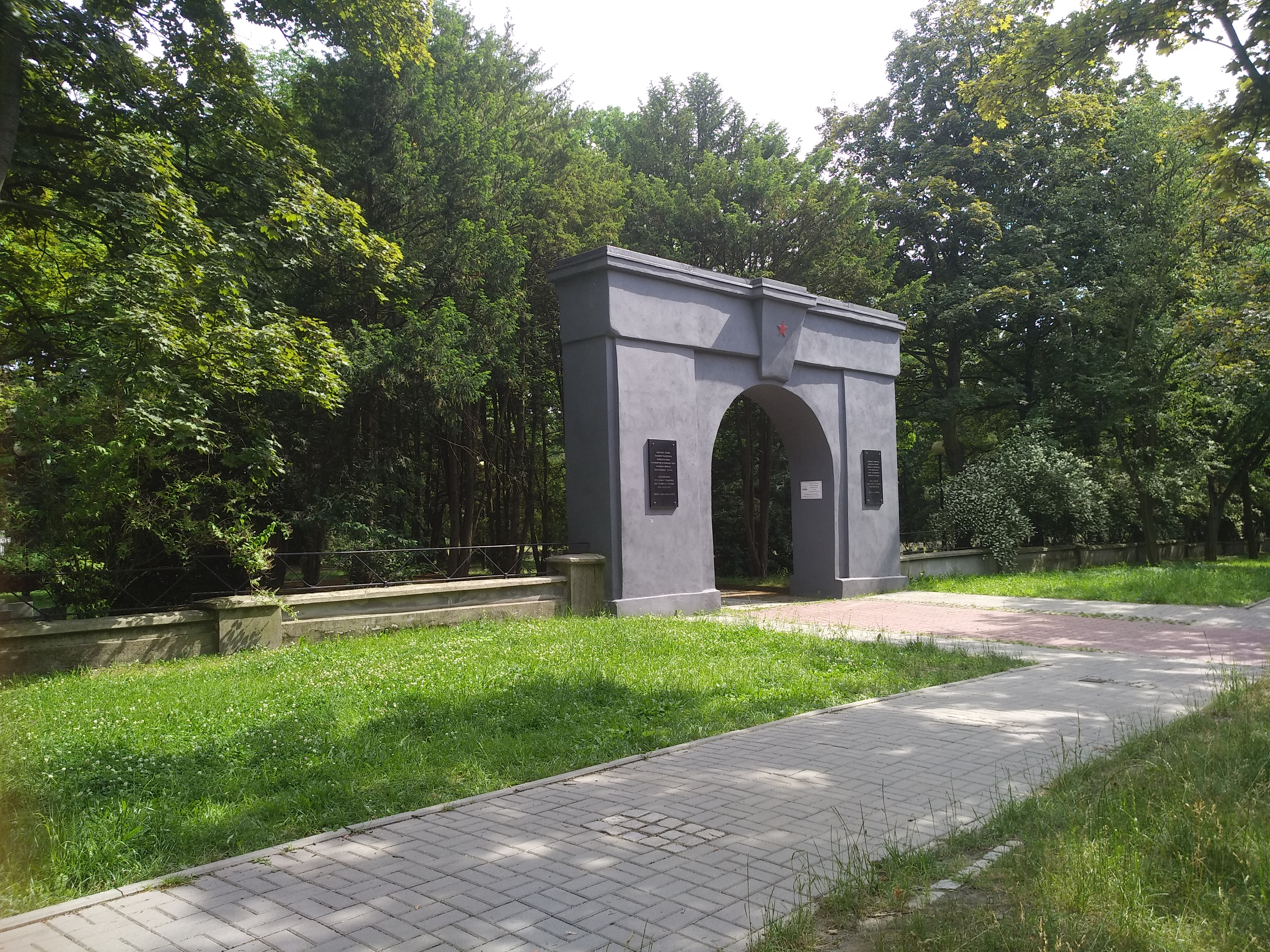
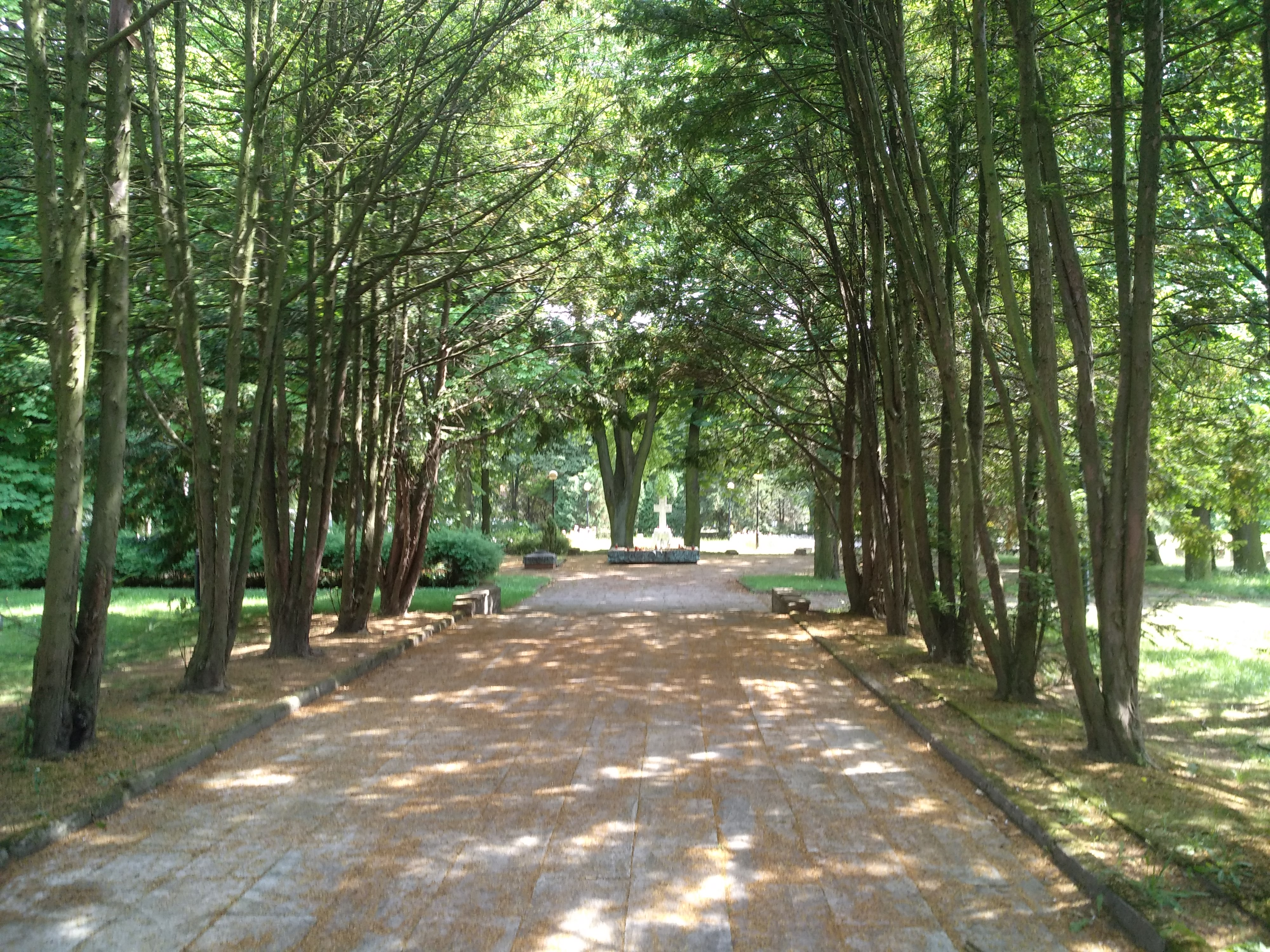
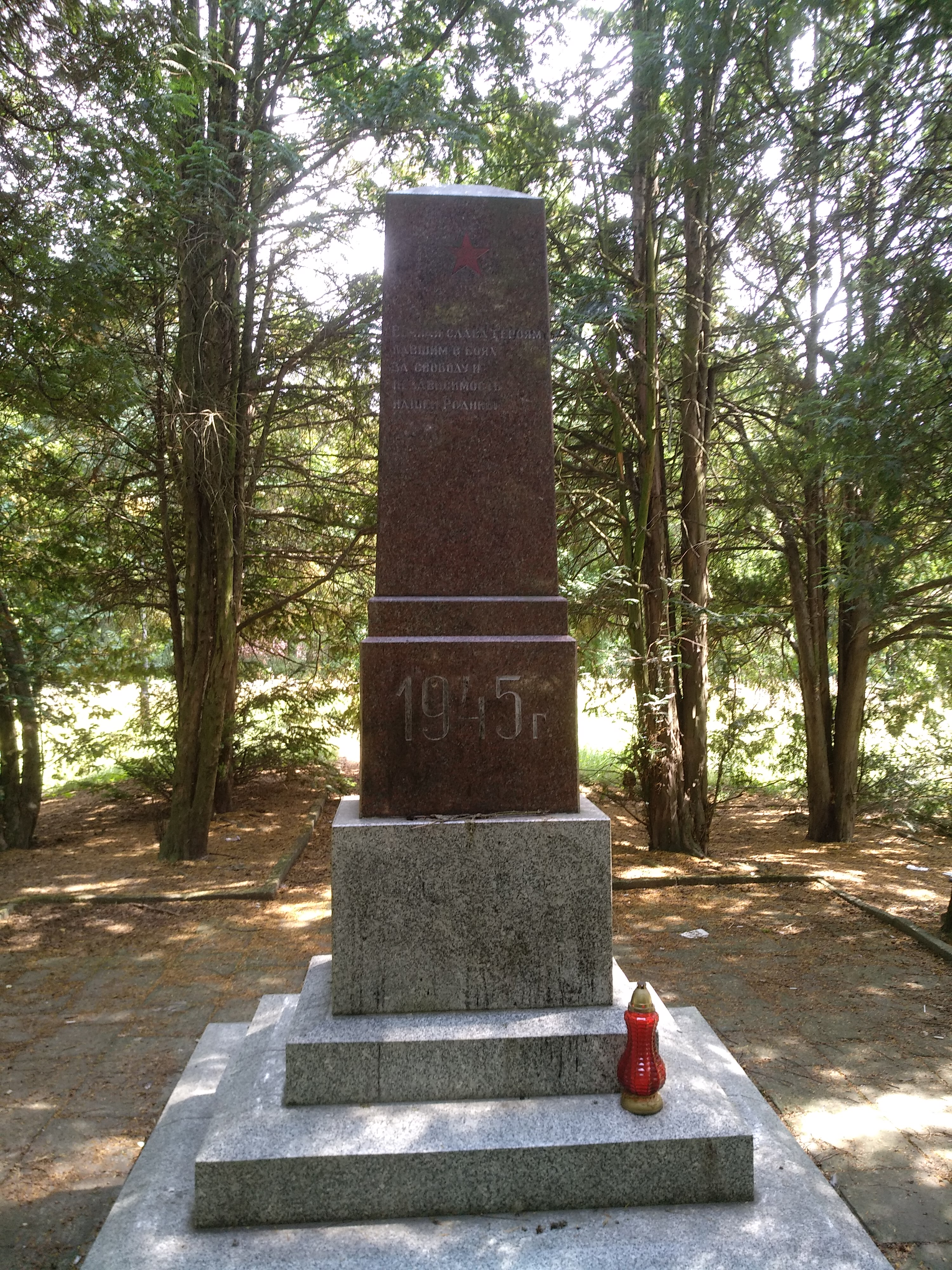
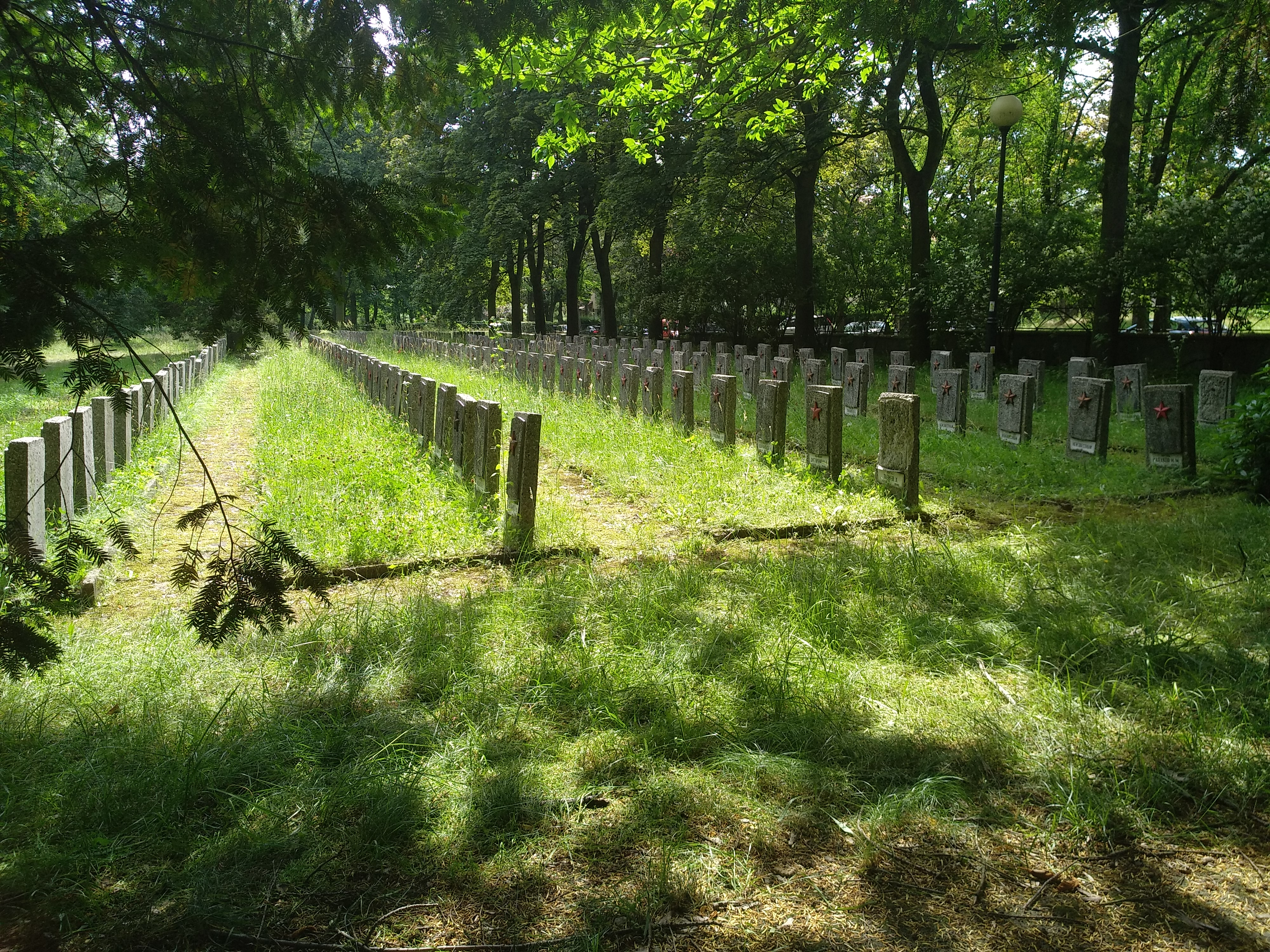
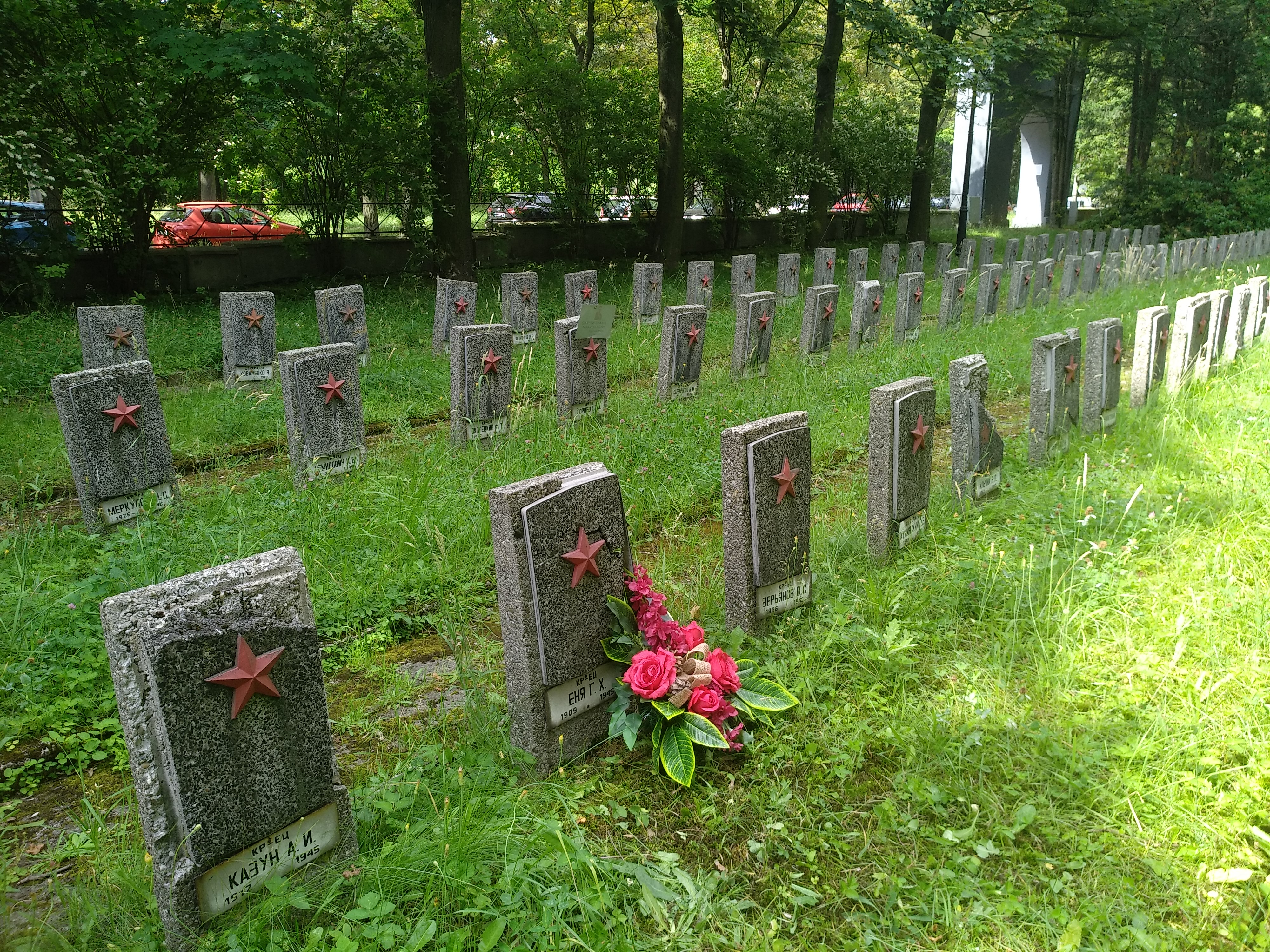
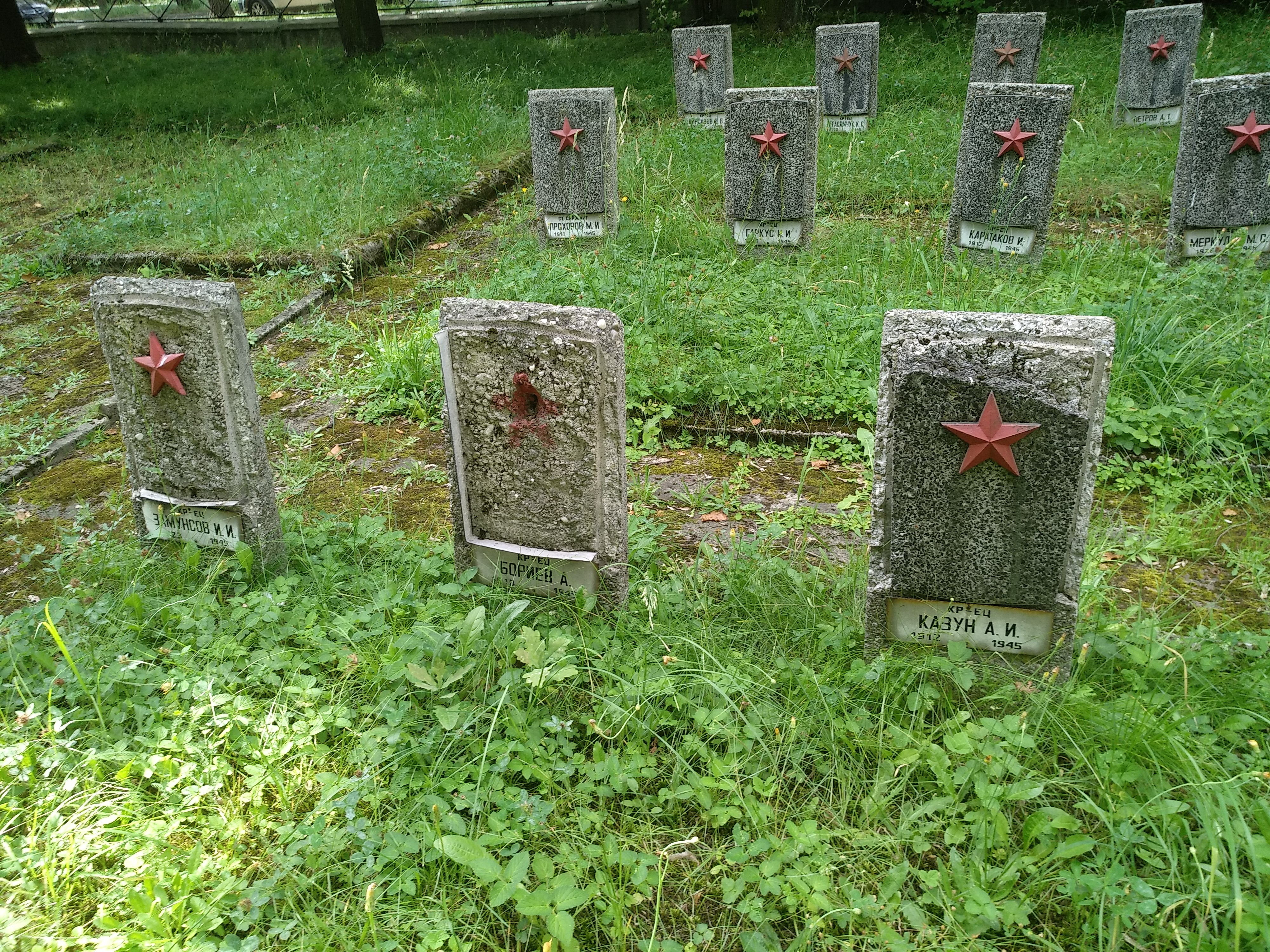
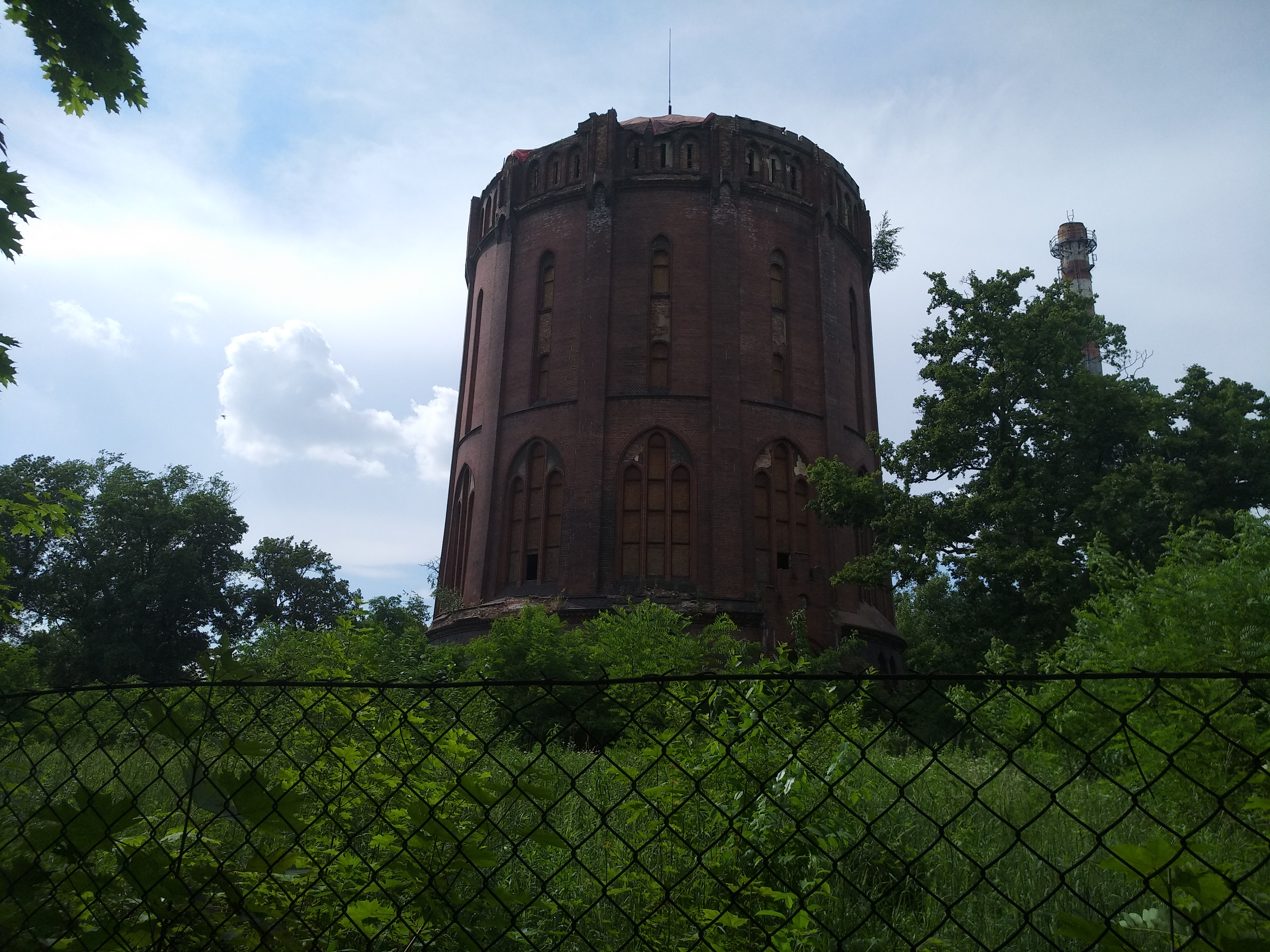